# Fissore Co.
Fissore Co. (kurz: Fissore) war ein italienischer Automobilhersteller mit Sitz in Cherasco, der von 1993 bis 1999 existierte. Ab 1999 firmierte der Betrieb als Magnum Industriale. Das Unternehmen produzierte in geringen Stückzahlen das Luxus-SUV Magnum bzw. Laforza und setzte insoweit die Tätigkeit des 1992 insolvenzbedingt aufgelösten Herstellers Rayton Fissore fort. Fissore Co. war außerdem an einem letztlich erfolglosen Versuch zur Wiederbelebung der Marke Isotta Fraschini beteiligt.

## Unternehmensgeschichte
Der Name des Unternehmens knüpft an das italienische Karosseriebauunternehmen Carrozzeria Fissore und den Automobilhersteller Rayton Fissore an, zu denen allerdings keine unmittelbare rechtliche Beziehung bestand. Die Carrozzeria Fissore existierte in der piemontesischen Gemeinde Savigliano von 1920 bis 1984. Einige Mitglieder der Inhaberfamilie, unter ihnen Giulio Malvino, gründeten 1976 im benachbarten Cherasco das Konkurrenzunternehmen Rayton Fissore, das ab 1985 den luxuriösen SUV Magnum in kleiner Serie produzierte. Rayton Fissore geriet in den späten 1980er-Jahren in wirtschaftliche Schwierigkeiten und wurde 1990 nach mehreren Zwischenschritten von dem Investmentunternehmen Dominion Trust übernommen, das 1991 in einen Finanzskandal verwickelt war und nach einer Insolvenz aufgelöst wurde. 1992 war Rayton Fissore seinerseits zahlungsunfähig und stellte den Betrieb ein.
1992 übernahm Giulio Malvino die Produktionsrechte am Geländewagen Magnum. Er gründete das Unternehmen Fissore Co., das in den bisherigen Werksanlagen von Rayton Fissore in Chevasco – wahrscheinlich in kleinem Rahmen – die Fertigung des Magnum wieder aufnahm.
Mitte der 1990er-Jahre kündigte Malvino die Verlagerung der Magnum-Produktion vom Piemont ins Mezzogiorno, den strukturschwachen Süden Italiens, an, wofür italienische und auch europäische Fördermittel in Aussicht gestellt wurden. Malvino übernahm dafür eine neu errichtete, aber nie in Betrieb genommene Fabrik des Rüstungsunternehmens Oto Melara in der kalabrischen Hafengemeinde Gioia Tauro. Dort sollte neben dem Magnum auch ein hochpreisiger Sportwagen der Marke Isotta Fraschini gebaut werden, deren Nutzungsrechte Malvino bereits 1993 erworben hatte. Auch dafür standen öffentliche Fördermittel in Aussicht. Letztlich scheiterte das Isotta-Fraschini-Projekt, und auch Fissore Co. geriet in wirtschaftliche Schwierigkeiten.
1997 überführte Malvino das Unternehmen Fissore Co. in die neu gegründete Gesellschaft Magnum Industriale, die nach zwei Jahren ihrerseits zahlungsunfähig war und aufgelöst wurde. Die geplante Verlagerung der Produktion nach Kalabrien fand nicht statt. Der US-amerikanische Magnum-Importeur Laforza Automobiles übernahm 1999 die Produktionsrechte, gründete mit Laforza International ein neues Unternehmen in Cherasco und führte die Magnum-Produktion bis 2003 fort.

## Magnum und Laforza

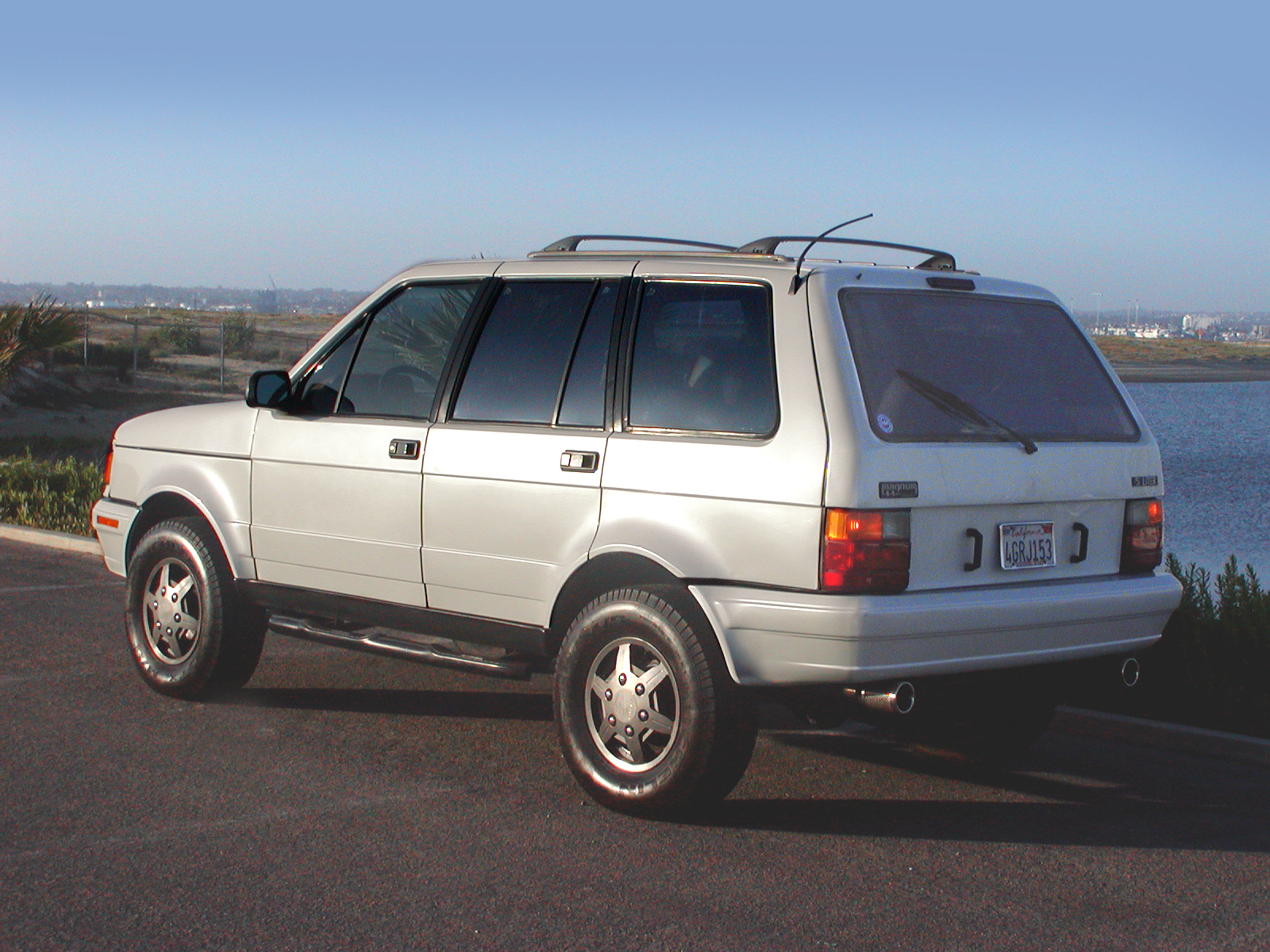
Laforza SUV

Der von Rayton Fissore entwickelte und 1985 auf den Markt gebrachte Magnum gilt als einer der weltweit ersten Luxus-SUVs. Der von Tom Tjaarda gestaltete Fünftürer wurde bis 1992 in Europa als Rayton Fissore Magnum verkauft. Er war hier mit unterschiedlichen Otto- und Dieselmotoren erhältlich, die anfänglich von Lancia, Alfa Romeo, SOFIM und VM kamen und ab 1988 durch Sechszylindermotoren von BMW ersetzt wurden. Für den nordamerikanischen Markt, auf dem der Wagen seit 1989 als Laforza verkauft wurde, stattete Rayton Fissore ihn mit Achtzylinder-V-Motoren von Ford aus.
Nach dem Zusammenbruch von Rayton Fissore setzte Giulio Malvino die Produktion des Magnum bei Fissore Co. unter neuerlicher Einbindung des Zulieferers Golden Car fort. Das Auto wurde äußerlich nicht verändert, erhielt aber anstelle der BMW-Motoren, auf die Fissore keinen Zugriff mehr hatte, für die Auslieferung auf europäischen Märkten ausnahmslos Vierzylinder-Turbodieselmotoren von VM. Die US-amerikanischen Laforzas bekamen weiterhin Ford-Motoren. Wie schon vor 1992 war in erster Linie der 5,0 Liter große Achtzylinder aus der Windsor-Reihe erhältlich; nunmehr konnte er auf Wunsch mit einem Turbolader versehen werden. Später kam als weitere Alternative eine 5,8 Liter große Version des Windsor-Motors hinzu.
In welchem Umfang Fissore Co. tatsächlich eine Produktion aufbauen konnte, ist unklar. Einige Quellen deuten an, dass sich das Unternehmen in Europa vor allem durch Aufträge italienischer Staatsunternehmen am Leben halten konnte,  die den Magnum für die Polizei und für die Forstverwaltung einsetzten.

## Isotta Fraschini
Im Zusammenhang mit der Neugründung von Fissore Co. entwickelte Malvino Pläne zur Ausweitung der Automobilproduktion. Danach sollte Fissore Co. in Gioia Tauro neben dem bekannten Magnum eine neue Reihe von Sportwagen bauen, die unter der Marke Isotta Fraschini verkauft werden sollten. Die Finanzierung des Projekts sollte mit staatlichen Strukturhilfen abgesichert werden. 1996 stellte Fissore das von Tom Tjaarda gestaltete Cabriolet Isotta Fraschini T8 mit einem vom Audi A8 übernommenen Achtzylinder-V-Motor vor. Zwei Jahre später erschien das Coupé T12, das zunächst einen Zwölfzylindermotor von Audi hatte und 1999, nachdem Audi infolge der Übernahme Lamborghinis von der Unterstützung Malvinos Abstand genommen hatte, auf einen Achtzylinder-V-Motor aus dem zeitgenössischen Ford Mustang umgestellt wurde. Malvino kündigte den Produktionsbeginn des Isotta Fraschini für das Jahr 2000 an; der Kaufpreis sollte bei 50.000 US-$ liegen. Tatsächlich kam keine Serienfertigung zustande. 1999 war Magnum Industriale zahlungsunfähig. Das Isotta-Fraschini-Projekt fand im Insolvenzverfahren keinen Abnehmer.